# Classe Kachtan
 (décembre 2018).
Si vous disposez d'ouvrages ou d'articles de référence ou si vous connaissez des sites web de qualité traitant du thème abordé ici, merci de compléter l'article en donnant les références utiles à sa vérifiabilité et en les liant à la section « Notes et références ».

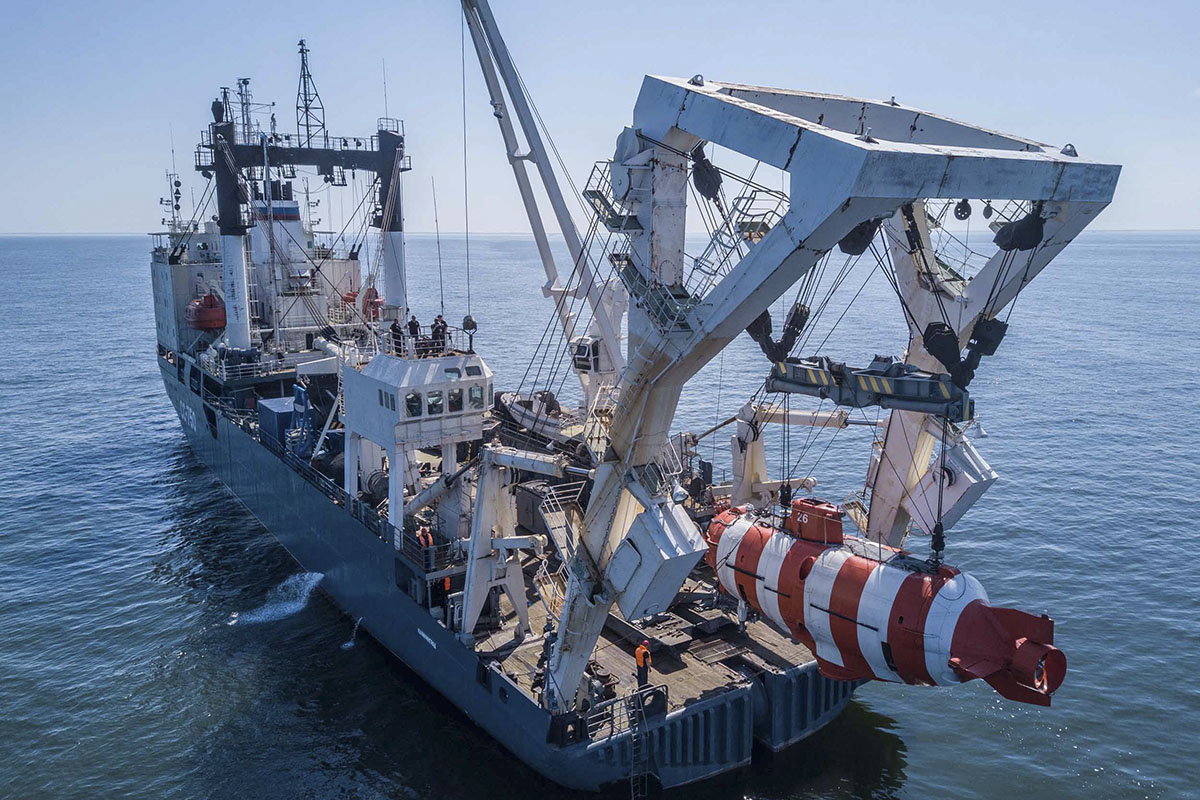
Vue du monte-charge de poupe avec le sous-marin de sauvetage AS-26.

La Classe Kachtan est une classe de navire de ravitaillement offshore de la marine russe.

## Description
Ils sont équipés de monte-charges placés en poupe.

## Bâtiments
7 unités sont encore opérationnelles :
- Alexandre Pouchkine : (ex KIL-926) entrée en service en 1988 dans la Flotte de la Baltique.
- KIL-143 : entrée en service en 1988, dans la Flotte du Nord.
- KIL-164 : entrée en service en 1989,  Flotte du Nord.
- KIL-168 : entrée en service en 1990, Flotte du Pacifique.
- KIL-498 : entrée en service en 1990, Flotte du Pacifique.
- KIL-927 : entrée en service en 1990, Flotte du Pacifique.
- SS-750 : (ex KIL-140) entrée en service en 1990, depuis 1995 et utilisée comme ravitailleur de sous-marins. Le monte-charge pouvant être utilisé dans des missions de sauvetage, en service au sein de la Flotte de la Baltique.